# Псевдодокументальный фильм
Псевдодокумента́льный фильм, псевдодокументали́стика — кинематографический и телевизионный жанр игрового кино, которому присущи имитация документальности, фальсификация и мистификация. В США с середины 1980-х используется термин мокументальный фильм (англ. mockumentary; от англ. mock — «издеваться» и англ. documentary — «документальный»), а в русской литературе встречается заимствование мокьюментари.
Большинство, но не все, фильмы жанра мокьюментари — сатирические. Приёмы, типичные для этого жанра используются и в некоторых сугубо художественных кинокартинах.
Причинами появления жанра псевдодокументалистики стало искажение понятия документального кино и в целом обесценивание документа в результате вскрывшихся фактов использования вымысла в якобы документальных публикациях и фотоснимках.
В жанре мокьюментари работают режиссёры Питер Уоткинс, Роб Райнер, Питер Гринуэй, Вуди Аллен, Питер Джексон, Кристофер Хейден-Гест и другие.

## История
Жанр псевдодокументального кино появился в США в 1950-е годы в ответ на коммерциализацию документального кино, со всеми вытекающими последствиями: большее количество явной лжи, то есть дезинформации и постановочных сцен в документальном кино. В псевдодокументальном жанре игрового кино всё это доводится до абсурда.
Явление псевдодокументалистики появилось задолго до появления термина, его описывающего. Первым известным случаем псевдодокументального медийного произведения можно считать радиопостановку романа Г. Уэллса «Война миров», сделанную молодым Орсоном Уэллсом.
Питер Уоткинс в 1965 и 1971 году снял сатирические псевдодокументальные фильмы «Игра в войну» (англ. The War Game) и «Парк наказаний» (Punishment Park) — сатирические антиутопии на внешнюю и внутреннюю политику США в связи с войной во Вьетнаме.
В середине 80-х на экраны США вышел комический фильм Роба Райнера «Это — Spinal Tap!» (англ. This Is Spin̈al Tap). Благодаря этому фильму появились термин «mockumentary» и термин «рокьюментари» (rockumentary).

## Особенности жанра
Фильмы этого жанра внешне соответствуют документальным фильмам, но их предмет, в отличие от настоящего документального кино, является вымышленным и специально «замаскирован» под действительность. Иногда в таком кино создаётся иллюзия реальности происходящего за счёт участия знаменитостей и прочих действительно существующих людей. Комедийные фильмы-мокьюментари используются в качестве пародии и сатиры. Более серьёзный тон присущ другому виду такого игрового кино — докудраме. Жанр также используется для анализа актуальных событий и явлений на примере вымышленного предмета фильма.
Мокьюментальные фильмы часто предстают в виде исторических документальных фильмов с хроникой и разного рода специалистами, обсуждающими прошедшие события, или в виде произведений в жанре cinéma vérité, в которых мы как бы сопровождаем людей, с которыми происходят разные события. Такие фильмы зачастую целиком или частично являются импровизациями, поскольку импровизация помогает поддерживать видимость правдивости. Примеры такого типа сатиры берут начало по крайней мере в 1950-х годах (самый ранний — короткий фильм об урожае спагетти в Швейцарии, вышедший в эфир как первоапрельская шутка в передаче британского телевидения «Панорама» в 1957 г.), хотя термин «мокьюментари» появился, скорее всего, только в середине 80-х, когда режиссёр картины «This Is Spinal Tap» Роб Рейнер так назвал свой фильм в интервью.

## В России
В русском языке однозначный термин ещё не устоялся, поэтому многие информационные ресурсы используют английский термин мокьюментари (mockumentary), образованный от слов mock — подделка, и documentary — документальный фильм. Также встречается термин «псевдодокументальный фильм», но он употребляется часто и по отношению к совершенно другим жанрам. Одним из первых известных русскоязычных фильмов с элементами мокьюментари стал фильм «Два капитана-2» (1993) режиссёра Сергея Дебижева. Следует также упомянуть фильм «Первые на Луне» 2005 года. Среди более современных фильмов можно выделить 5-серийный фильм Андрея Лошака «Россия. Полное затмение», вышедший в эфир телеканала НТВ в августе 2012 года. Каждая серия была посвящена этапу из так называемого плана Даллеса. Сам автор говорит, что не стоит серьёзно воспринимать фильм, так как это чистой воды троллинг.

## Значимые фильмы жанра
- «Каллоден» (1964, Питер Уоткинс), один из первых псевдоисторических мокьюментари, рассказывающий о последней битве на британской земле в 1746 году. (Впоследствии режиссёр Питер Уоткинс снял ещё несколько картин в этом жанре: о Парижской коммуне «Коммуна», о Третьей мировой войне «Военная игра», псевдобиографический фильм о художнике «Эдвард Мунк».)
- «Игра в войну» («Военная игра», англ. The War Game, Великобритания, 1965, Питер Уоткинс) — фильм снят для BBC, но не был показан на телеканале, и позже вышел в кинопрокат. Картина получила документального «Оскара», не будучи документальным фильмом[1].
- «Парк наказаний» (1971, Питер Уоткинс) — сатирический фильм-антиутопия о преследовании инакомыслящих в США в 1970-х[1].
- «Падения» (1980) — фильм режиссёра Питера Гринуэя. (Также к жанру псевдодокументалистики можно отнести ранние короткометражные работы этого режиссёра: «Вертикали» и «Окна» 1976 года, «Дорогой телефон» 1977 года, «Прогулка по букве H» 1978 года.)
- «Ад каннибалов» (Италия, 1980, Руджеро Деодато) — один из самых печально знаменитых фильмов в истории кино, гуманистическое произведение в стиле хоррор, в котором европейцы показаны как люди с более дикими нравами, чем амазонские туземцы. Этот фильм был запрещён во многих странах[1].
- «Зелиг» (1983, Вуди Аллен) — рассказ о якобы всемирно известном человеке-загадке, полностью мимикрирующем в любой среде. В фильме смоделирован образ идеального конформиста. (Аллен также снял другие полностью или частично псевдодокументальные фильмы: криминальную историю «Хватай деньги и беги» в 1969 году, биографию выдуманного джазового музыканта «Сладкий и гадкий» в 1999 году.)[1]
- «Это — Spinal Tap» (англ. This Is Spin̈al Tap, США, 1984, Роб Райнер) — классика музыкального мокьюментари[1], после выхода которой её режиссёр Роб Райнер, якобы впервые, употребил термин «мокьюментари» в интервью по поводу его жанра[5]. Фильм о гастролях в США выдуманной британской рок-группы, чьи лучшие годы уже прошли. В фильме также звучит термин «рокьюментари» (rockumentary)[1].
- «Человек кусает собаку» (1992, Бельгия, Реми Бельво, Андре Бонзель и Бенуа Польвурд) — псевдодокументальный фильм о съёмках документального кино о серийном убийце[1].
- «Забытые негативы» (1995, Новая Зеландия, Питер Джексон и Коста Боутс) — пародия на документальный фильм о всеми забытом гении и первооткрывателе многих техник кинематографа, чьи киноплёнки были случайно обнаружены режиссёром Питером Джексоном[1].
- «Ведьма из Блэр» (1999, Дэниел Майрик, Эдуардо Санчес) — фильм, якобы сделанный из найденных плёнок пропавшей при поисках ведьмы съёмочной группы. Этот малобюджетный фильм вошел в книгу рекордов Гиннесса благодаря соотношению низких расходов в десятки тысяч долларов к доходам в сотни миллионов долларов кассовых сборов. Причинами успеха фильма были не только усилия маркетологов, но и использованные авторами художественные эффекты, обеспечившие сближение зрителя этого хоррора с происходящим на экране[1].
- «Лучшие на шоу» (2000, Кристофер Гест) — фильм одного из главных адептов американского монкьюментари, соавтора «Это — Spinal Tap» и автора других псевдодокументальных фильмов, в частности, «В ожидании Гаффмана» (1996) и «Могучий ветер» (2003)[1].
- «Операция „Луна“» (2002, Франция, Уильям Карель) — телевизионный фильм, излагающий «теорию заговора» о якобы поддельном полёте американскихх астронавтов на Луну. Фильм примечателен использованием в нём Стенли Кубрика в качестве главного героя и его персонажа Джека Торренса, показанного в титрах продюсером фильма[1].
- «Смерть президента» (2006, США, Гэбриел Рэйндж) — стилизованный под телевизионное расследование фильм-мелодрама о расследовании гипотетического убийства Джорджа Буша, где обвинение предъявляется одному, а настоящим убийцей является другой персонаж. Фильм является политической сатирой на действия Буша, развязавшего войну в Ираке[1].
- «Борат: культурное исследование Америки на благо славного народа Казахстана» (США, 2006, Ларри Чарльз) — комедия, псевдодокументальный телеотчет о заграничном путешествии журналиста из карикатурного Казахстана по США. Фильм запрещён в Казахстане и России[1].

## Фильмографии
- Коллекция псевдодокументального кино в UC Berkeley